# فاذرلاند (كتاب)
فاذرلاند (بالإنجليزية: Fatherland)‏ ، هي كتاب أدبي إنجليزي من نوع رعب، ألفه البريطاني روبرت هاري عام 1992م، وتتحدث الكتاب حول فوز النازية في الحرب العالمية الثانية وضم نصف أوروبا للحكم النازي.

## وصلات خارجية
- Fatherland, movie trailer على يوتيوب
- John Mullan, Fatherland by Robert Harris, The Guardian, March 30, 2012
- Graeme Shimmin, Fatherland by Robert Harris: Book Review
- Evelyn Robinson, Review: Fatherland by Robert Harris, Alternate History Weekly Update, November 20, 2012